# Dylan McGowan
Dylan John McGowan (* 6. August 1991 in Adelaide) ist ein australischer Fußballspieler, der 2017 einen Kurzeinsatz in der australischen Fußballnationalmannschaft hatte. Aktuell spielt er beim schottischen Drittligisten Hamilton Academical.

## Leben
McGowan wurde 1991 in Adelaide, Südaustralien, geboren. Seine Eltern stammen aus dem schottischen Glasgow. Er ist der jüngere Bruder von Ryan McGowan, der ebenfalls Fußball spielt.

## Karriere

### Verein
In der Jugend spielte McGowan zunächst für den Para Hills Knights SC in einem nördlichen Vorort seiner Geburtsstadt Adelaide. 2008 wechselte er in die Heimat seiner Eltern zu Heart of Midlothian, in deren Jugendmannschaft er zunächst spielte, bevor er ab 2010 in der ersten Mannschaft spielte. Zur Saison 2010/11 wurde er aber an den schottischen Verein FC East Fife ausgeliehen und von 2011 bis 2012 nochmals an den australischen Verein Gold Coast United. Nach seiner Rückkehr nach Schottland erreichte er mit Midlothian das Finale des Scottish League Cup 2012/13, verlor dieses aber mit 2:3 gegen FC St. Mirren. 2014 wechselte er zu seinem Heimatverein Adelaide United. Mit United gewann er den FFA Cup 2014, der erstmals landesweit ausgetragen wurde, und schloss die Saison 2015/16 in der A-League auf dem ersten Platz ab. Auch in der Finalrunde konnte sich Adelaide behaupten und am 1. Mai 2016 das Grand Final und damit erstmals die australische Meisterschaft gewinnen. In der Saison 2016/17 konnte die Mannschaft den Vorjahreserfolg nicht bestätigen und landete nur auf dem neunten und vorletzten Platz. Auch in der AFC Champions League 2017 konnte Adelaide nicht überzeugen und schied in der Gruppenphase aus. McGowan kam dabei in fünf Spielen zum Einsatz und erzielte ein Tor. Im Mai 2017 erhielt er einen Vertrag beim portugiesischen Erstligisten FC Paços de Ferreira. Hier kam er lediglich in einem Pokalspiel zum Einsatz und so wurde er die komplette Saison 2018 an den südkoreanischen Erstligisten Gangwon FC verliehen. Nachdem sein Leihvertrag ausgelaufen war, wurde er sofort ablösefrei an den dänischen Erstligisten Vendsyssel FF abgegeben. Dort kam er aber nur zu drei Kurzeinsätzen in der Liga. Im Juni 2019 kehrte er zurück in seine Heimat, wo er einen Vertrag für drei Spielzeiten bei den Western Sydney Wanderers erhielt.
Im Juli 2021 wechselte er nach Schottland zum Zweitligisten FC Kilmarnock. Mit dem Verein wurde er schottischer Zweitligameister und stieg in die Scottish Premiership auf. In der Premiership kam er aber nicht zum Einsatz und im Januar 2023 wurde er an den Zweitligisten Hamilton Academical verliehen, wo er nach dem Abstieg in die dritte schottische Liga im September 2023 einen Zweijahresvertrag erhielt. Nach der Vizemeisterschaft in der Saison 2023/24 stieg er mit der Mannschaft in die zweite Liga auf, wo sie aber am Saisonende auf dem letzten Platz landeten, da ihnen für mehrere Verstöße gegen Regeln der Scottish Professional Football League 15 Punkte abgezogen wurden.

### Nationalmannschaft
Von 2008 bis 2011 bestritt er 28 Spiele für die australische U-20-Nationalmannschaft, in denen er vier Tore schoss. Er nahm mit der Mannschaft an der U-19-Fußball-Asienmeisterschaft 2010 teil, bei der die Mannschaft im Finale mit 2:3 gegen Nordkorea verlor. Bereits mit dem Halbfinaleinzug hatte sich die Mannschaft für die U-20-Fußball-Weltmeisterschaft 2011 qualifiziert, an der er auch teilnahm und zu zwei Einsätzen kam nach denen die Australier aber die K.-o.-Runde verpassten. 2012 kam er zu zwei Einsätzen in der U-23-Mannschaft, die sich aber nicht für die Olympischen Spiele in London qualifiziert hatte.
Am 30. Mai 2017 nominierte ihn Australiens Trainer Ange Postecoglou ebenso wie seinen Bruder Ryan für den Kader mit 23 Spielern, der Australien beim FIFA-Konföderationen-Pokal 2017 vertrat. Er war einer von drei Spielern, die bei der Nominierung noch ohne A-Länderspieleinsatz waren. Am 13. Juni wurde er in der 78. Minute beim 0:4 im Testspiel gegen Brasilien zu seinem ersten Einsatz für die A-Nationalmannschaft eingewechselt. Beim Turnier in Russland kam er dann nicht zum Einsatz und wurde auch nicht für die beiden letzten Gruppenspiele in der WM-Qualifikation gegen Japan und Thailand sowie die Playoffspiele gegen Syrien berücksichtigt.

## Erfolge
- Australischer Meister 2016
- Australischer Pokalsieger 2014
- Schottischer Zweitligameister 2021/2022
- Scottish-League-Challenge-Cup-Sieger 2022/23